# Ананино (Весьегонский район)
Ананино — опустевшая деревня в Весьегонском муниципальном округе Тверской области.

## География
Деревня находится в северо-восточной части Тверской области на расстоянии приблизительно 17 км на юг по прямой от районного центра города Весьегонск.

## История
Основана на месте одноименной пустоши около 1631 года карелами-переселенцами. Впервые отмечена в 1646-47 годах и была записана в поместье за Елизарьем Матвеевичем Нелединским. Дворов было 15 (1859), 25 (1889), 34 (1931), 14 (1963), 1 (1993),. До 2019 года входила в состав Чамеровского сельского поселения до упразднения последнего.

## Население
Численность населения: 108 (1859), 129(1889), 130 (1931), 34 (1963), 2 (1993),, 0 как в 2002 году, так и в 2010.